# Porcellionides olivarum
Porcellionides olivarum är en kräftdjursart som först beskrevs av Karl Wilhelm Verhoeff1928.  Porcellionides olivarum ingår i släktet Porcellionides och familjen Porcellionidae. Inga underarter finns listade i Catalogue of Life.